# Burg Kallmuth
Die Burg Kallmuth ist eine Burg in Kallmuth, einem Stadtteil von Mechernich in Nordrhein-Westfalen.
Bereits 1285 wurde der erste Ritter von Kallmuth urkundlich genannt. Damit ist anzunehmen, dass die Burg im 13. Jahrhundert errichtet wurde. Im 14. Jahrhundert wurde ein Henricus de Calenmunt erwähnt. 1515 wird als letzter des Geschlechtes Johann von Kaelmoutten genannt. Danach waren die von Friemersdorf genannt Pützfeld bis 1749 die Besitzer. Zu diesem Zeitpunkt wohnten sie aber schon in ihrem Haus in Kirspenich. Die Burg Kallmuth war wahrscheinlich verpachtet.
1770 wurde die Burg zwischen Hilger Dahmen und dem Freiherrn von Gymnich zu Kallmuth geteilt. Dieser verkaufte seinen Anteil 1780 an den Grafen Ambrosius von Spee. In der 1. Hälfte des 19. Jahrhunderts war die Burg nur noch als Pachtgut zu klassifizieren. Es kam für einige Jahrzehnte in den Besitz von Wilhelm Freiherr von Syberg zu Eicks und Wilhelm von Lommessem. 1908 kaufte Ambrosius Schmitz einen Teil, die nordöstliche Hälfte der Burggebäude ging an Karl Seidenfaden. Die Familie Schmitz blieb bis 1989 Eigentümerin. Nachdem der in den Gebäuden beheimatete landwirtschaftliche Betrieb ausgesiedelt worden war, stand die Burg einige Jahre leer und drohte zu verfallen. Eine Investorengruppe, welche die Anlage zu Wohnungen umgestalten wollte, sprang wieder ab. Schlussendlich wurde die Burg trotzdem einer Wohnnutzung zugeführt, heute befindet sich in den einstigen Burggebäuden eine moderne Wohnanlage.
Die Burg liegt unmittelbar neben dem Turm der Kirche St. Georg. Die Wirtschaftsgebäude wurden im 19. und 20. Jahrhundert neu gebaut. Der zweigeschossige Bruchsteinbau hatte früher ein Satteldach, welches durch ein Pultdach ersetzt worden ist. Von Westen führt ein Aufgang mit Rundbogentür zum ersten Wohngeschoss. Sandsteinkonsolen im Viertelkreisprofil trugen ursprünglich die Holzbalkendecken. Der genauso ausgebildete Raum im zweiten Obergeschoss ist durch das Pultdach in seiner Höhe beschnitten worden.
Die Burg ist am 18. Juli 1989 unter Nr. 71 in die Liste der Baudenkmäler in Mechernich eingetragen worden.